# Kugelmugel
Kugelmugel est une micronation, à la base un terrain du Prater de Vienne où se situe une maison en forme de boule de 8 m de diamètre construite par l'artiste Edwin Lipburger.
Le mot Kugel signifie « boule » ou « sphère » en allemand.

## Histoire
En 1971, Edwin Lipburger construit une maison-boule à Katzelsdorf, près de Wiener Neustadt, en Basse-Autriche. Comme il n'a pas de permis de construire, il doit justifier que sa construction est stable et conforme au code de l'architecture. Après une intervention de la police et une action judiciaire de la part du tribunal de district de Wiener Neustadt, il est condamné pour usurpation de pouvoir à dix semaines de prison et doit reconstruire conformément aux règles d'urbanisme.
En 1976, Lipburger déclare l'indépendance de la République de Kugelmugel qui n'est absolument pas reconnue.
Début juin 1982, la maison-boule déménage au Prater de Vienne derrière le planétarium de Vienne (de), au Prater Hauptallee / Vivariumstraße que l'artiste a rebaptisée Antifaschismusplatz 1 (1, place de l'antifascisme).
À travers le monde, 611 personnes revendiquent être citoyens de Kugelmugel (en février 2008).
|                                  |
| La « République » de Kugelmugel. |

|                                             |
| La « République » de Kugelmugel vu du ciel. |

|                                   |
| L'intérieur de la « République ». |